# Vonbrigði
Vonbrigði (isländisch für „Enttäuschung“) ist eine Punkrockband aus der isländischen Hauptstadt Reykjavík.
Die Band wurde 1980 von den Brüdern Árni (Gitarre) und Þórarinn Kristjánsson (Schlagzeug) und Gunnar E. Knudsen (Bass) gegründet. Kurz darauf stieß Sänger Jóhann Vilhjálmsson dazu. Die Band bestand bis 1985. In dieser Zeit brachte sie zwei Platten heraus: das Debütalbum Vonbrigði und Kakófónía.
1982 trat Vonbrigði in dem Dokumentarfilm Rock in Reykjavík (Rokk í Reykjavík) des Filmemachers Friðrik Þór Friðriksson auf, in dem auch Björk mit ihrer damaligen Band Tappi Tíkarrass zu sehen war.
2004 starteten die Musiker ein Comeback. Zu der vierköpfigen Urbesetzung stieß der Gitarrist Hallur Ingólfsson hinzu. Das erste Konzert nach 19 Jahren gaben sie im Vorprogramm der britischen Band The Fall am 17. November 2004. Im gleichen Jahr erschien auch das dritte Album Eðli annara. Die aktuelle Scheibe aus dem Jahr 2009 heißt Tapir.

## Diskografie
Alben
- 1982: Vonbrigði
- 1983: Kakófónía
- 2004: Eðli annara
- 2009: Tapir
- 2010: Ó, Reykjavík